# Alois von Brinz
Alois von Brinz (født 20. februar 1820 i Weiler i Bayern, død 13. september 1887 i München) var en tysk retslærd.
Under påvirkning af Konrad Maurer ombyttede von Brinz filologien med retsvidenskaben, studerede i Berlin under Puchta, Rudorff og Schelling, blev dr. jur. 1849 i Erlangen, virkede 1850 som privatdocent i München (Die Lehre von der Compensation, 1849), blev 1851 ekstraordinær professor og 1854 ordentlig professor i Erlangen, 1857 i Prag, 1865 medlem af Landdagen, 1866 ordentlig professor i Tübingen, 1871 i München. Både som politiker, universitetslærer og skribent øvede von Brinz ved sin ejendommelige, kraftfulde personlighed en overordentlig indflydelse. Politisk påvirket af den Rotteck-Welckerske liberalisme ønskede han et forbund af alle tyske stammer, om muligt under Østrigs førerskab, og i det slesvig-holstenske spørgsmål hyldede han det augustenborgske standpunkt.
Som forsker stod von Brinz på linje med mænd som Jhering og Windscheid; et af den tyske retsvidenskabs mærkeligste værker i 19. århundrede er von Brinz’ originale, imposante og tankevægtige Lehrbuch der Pandekten (I afdeling 1857, II, 1. halvdel 1860, 2. halvdel 1868, 1869 og 1871 og senere nybearbejdelse III bind 1886, nybearbejdet af Philipp Lotmar 1889, IV bind ved Lotmar 1895, ufuldendt); et berømt afsnit deraf er hans konstruktion af den juridiske person Zweckvermögen). Af hans øvrige skrifter kan fremhæves: Kritische Blätter civilistischen Inhalts (I-II, 1852), Zur Contravindication der legis actio Sacramento (1877), Zum Begriff und Wesen der römischen Provinz (1885) og Über den Einlassungszwang im römischen Recht (1887). I "Kritische Vierteljahresschrift für Gesetzgebung und Rechtswissenschaft" øvede von Brinz, som man har kaldt "skeptikeren i den tyske retsvidenskab", en kritisk virksomhed af indgribende betydning.